# William Eggleston
William Eggleston   (Memphis, 27 de juliol de 1939) és un fotògraf dels Estats Units el qual és conegut per haver aconseguit el reconeixement de la fotografia en color com a mitjà d'expressió artístic digne de ser exposat en les galeries d'art.

## Biografia
Va néixer a Memphis, Tennessee, el 27 de juliol de 1939. Amb la seva obra, va aconseguir que s'acceptés i es reconegués la fotografia en color com una manera d'expressió vàlida i mereixedora de ser exposada en una galeria d'art.
Tot i que havia nascut a Memphis, realment els seus primers anys els va passar a Summer, Mississipi. En aquesta etapa els seus interessos van estar més enfocats cap a les àrees de l'electrònica, el piano i el dibuix.
Quan tenia quinze anys, el 1954, va continuar els seus estudis a la Webb school de Tennessee, on s'impartia un ensenyament tradicional, sense donar major importància a les activitats artístiques. No va ser fins que va entrar a la Universitat Vandrerbilt que es dedicà a la fotografia i es comprà la seva primera càmera per començar en blanc i negre. Més tard va seguir estudis universitaris a la Universitat de Mississipi a Oxford.
En aquell moment, ja havia fet els seus primers treballs, molt influïts per Henri Cartier Bresson, però només fent fotografia en blanc i negre, fins que el 1965 es va decidir a experimentar amb la fotografia de color.
Eggleston havia encarat el seu treball cap a un ambient molt llunyà de l'art, ja que tenia una semblança més aviat d'imatges i situacions d'eferents a les que ja coneixia, fins que el seu treball va ser conegut el 1969 per John Szarkowski, qui quedà tan impressionat que li suggerí al comitè fotogràfic del Museu The Are Modern de Nova York que havia d'adquirir algunes de les seves obres.
Un amic seu, William Christenberry li presentà a Wallter Hopps, director de la Galeria Corcoran de Washington de 1970 i un altre cop, Eggleston aconsegueix impactar-lo.
Entre 1973 i 1974 mentre es dedicava a donar classes a la Universitat Harvard, va descobrir el procés conegut com a Dye transfer, el qual tenia una gran saturació de colors i tintes. Una de les seves obres més coneguda la realitza amb aquesta tècnica, The Red Ceiling de 1973, també coneguda com a Greenwood i que el propi artista la considerà una de les seves millors obres.
Va ser el 1976 quan va realitzar una exposició de 75 fotografies en el MOMA, que generà un gran escàndol. Gràcies a ella, coneix a Viva, Janet Susan Mary Hoffmann, una de les estrelles d'Andy Wharhol i amb qui va mantenir una llarga relació. Per això va decidir introduir-se en el món del pop-art i difon la seva teoria anomenada Democratic Camera, segons la qual qualsevol cosa pot quedar perfectament representada per l'òptica d'una càmera.
Amb el nom de la seva teoria, Democratic Camera, es va titular l'exposició més gran de la seva obra, que va recollir una retrospectiva de gairebé tot el seu treball fotogràfic. D'acord amb la seva teoria, en la seva obra hi ha objectes com pneumàtics vells, senyals de prohibicions, cartells trencats, màquines expenedores de coca-cola, màquines rebutjades, pals d'electricitat o arbres. Anys més tard, la seva obra Democratic forest va ser presentada en un llibre comentat en la seva introducció per Eudora Welty, famosa escriptora nord-americana.
Posteriorment, publicà un altre llibre de fotografies, Kiss Me Kracow, amb fotografies realitzades a Berlín, Viena i Salzburg, durant un viatge que realitzà per Europa.
El 1998 va rebre el Premi Internacional de la Fundació Hasselbal i el 2004 va guanyar el Premi PHotoEspaña de Baume et Mercier.

## Desenvolupament artístic
Els primers treballs d'Eggleston es van inspirar en l'obra del fotògraf suís Robert Frank, i en el llibre del fotògraf francès Henri Cartier-Bresson, The Decisive Moment. Primer fotografiava en blanc i negre i després es va decidir d'experimentar amb el color entre 1965 i 1966, no va ser fins 1967 que va arribar a Nova York. Havia estat prenent durant els anys anteriors una gran quantitat de fotografies durant els seus viatges pels estats del sud inspirant-se en grans fotògrafs com Diane Arbus, Garry Winogrand o Lee Friedlander.
A finals dels seixanta i principis dels setanta, quan el panorama fotogràfic estava dominat per la fotografia documental, Eggleston va sorprendre al públic, ja que suposava una nova manera de fer fotografia i d'entendre-la; una fotografia en color i que retratava, des d'angles asimètrics, objectes quotidians. «Les meves fotos són de la vida avui. Veig més en color que en blanc i negre. Abans es pensava que el color només servia per a anuncis o moda, era massa nou», va explicar Eggleston.
Al voltant de l'època de la seva exposició al MoMA de 1976, va organitzar una exposició del seu treball en el museu i amb motiu de l'esdeveniment,va seleccionar 75 entre 2000 fotografies per a confeccionar l'influent llibre A William Eggleston’s Guide. Va ser introduït a Viva, la superestrella d'Andy Warhol, amb qui va començar una llarga relació. També en la mateixa dècada a experimentar amb el vídeo, produint diverses hores de metratge editat aproximadament anomenat Stranded in Canton. L'escriptor Richard Woodward, que ha vist el metratge, l'hi compara amb una pel·lícula domèstica dement, barrejant trets tendres dels seus fills a casa amb trets de festes borratxeres, urinació pública i un home mossegant el cap d'un pollastre davant d'una multitud aclamada a Nova Orleans. Woodward suggereix que «la pel·lícula és un reflex del naturalisme infeliç d'Eggleston, una creença que mirant pacientment el que els altres ignoren o miren lluny, es poden veure coses interessants».
Algunes de les seves primeres sèries no es van mostrar fins a finals dels anys 2000. The Nightclub Portraits (1973), una sèrie de retrats en blanc i negre de bars i clubs de Memphis no es va mostrar fins al 2005. Lost and Found, part de la sèrie Los Alamos d'Eggleston, són una sèrie de fotografies que fins al 2008 ningú sabia que pertanyien a Walter Hopps. photographs Les fotografies Eleccion Eve d'Eggleston no es van editar fins al 2011.
Eggleston també va treballar amb cineastes, fotografiant el conjunt de la pel·lícula de John Huston Annie (1982) i documentant la realització de la pel·lícula de David Byrne True Stories (1986).
Els llibres publicats d'Eggleston inclouen Los Alamos (completat el 1974, però publicat molt més tard), William Eggleston's Guide (1977; una cartera de fotografies fetes al voltant de Plains, Geòrgia, la seu rural de Jimmy Carter abans de les eleccions presidencials de 1976), The Morals of Vision (1978), Flowers (1978), Wedgwood Blue (1979), Seven (1979), Troubled Waters (1980), William Eggleston's Graceland (1984; una sèrie de fotografies comissionades de Graceland d'Elvis Presley, representant la casa de la cantant com una tomba sense aire i sense finestres en mal gust personalitzat), The Democratic Forest (1989), Faulkner's Mississippi (1990) i Ancient and Modern (1992).
El 2017, es va publicar un àlbum de música d'Eggleston, Musik. Comprèn 13 cançons experimentals electròniques, sovint improvisacions dramàtiques sobre composicions de Bach i Handel. Mus Musik es va fer completament en un sintetitzador de Korg de 1980, i es va gravar en disquets. La compilació Musik de 2017 va ser produïda per Tom Lunt, i llançada a Secretly Canadian. El 2018, Ine O'Dwyer va tocar la música en un orgue de canonada al festival de música Big Ears a Knoxville.

### Estil
William Eggleston té un estil molt propi per la  caracterització de l'alta saturació i el contrast de les seves fotografies, les quals es basen en mostrar l'estil de vida dels anys 70. És per això que Eggleston tracta el tema de la matèria i el subjecte de manera que mostra una gran quantitat d'objectes relacionats amb la societat de consum. Podria incloure «els pneumàtics vells, les màquines de Dr Pepper, les màquines expenedores, les ampolles buides i brutes de Coca-Cola, els cartells trencats, els pals d'energia i els cables d'alimentació, les barricades de carrer, els senyals d'un sol sentit, els senyals de desviament, els senyals d'aparcament, els comptadors d'aparcament i les palmeres que s'amunteguen a la mateixa vorera».
Els subjectes d'Eggleston són els habitants ordinaris i els voltants de Memphis i Mississipi, ell se centra bàsicament en la instantània del moment, la seva tècnica a l'hora de realitzar fotografies es basa en la espontaneïtat per a la qual cosa sovint evitava l'ús d'un visor, també va fer comparacions explícites amb disparar una arma. Eggleston va afirmar que mai va fer la mateixa foto dues vegades, és a dir, el fet que les imatges fossin tan espontànies feia que aquesta fotografia no fos planejada i per tant, no es podia repetir. Aquest estil instantani, com Weski l'anomenava, va donar lloc a imatges que eren «rebel·lades, imprudents, incòmodes i, per tant, no fàcils de desxifrar».
Eggleston rarament fotografia persones, sol captar la quotidianitat i el món en el que viu, amb la qual cosa té molta cura amb els detalls de les seves fotografies, els quals normalment solen passar desapercebuts, d'aquesta manera fa que cada imatge tingui un petit objecte que la defineix. Les seves imatges generalment donen una sensació d'absència, aquesta característica fa que les seves obres tinguin una sensació inquietant definida per la presència i l'absència de les persones. Hi ha una sensació de moment robat ja que els personatges fotografiats moltes vegades ni tan sols s'han adonat que estan sent retratats. Amb la juxtaposició de tons càlids i freds, amb l'ús de colors extremadament saturats, amb tons pastel o mitjançant l'ús de dominants càlides durant les hores baixes de sol, les obres d'aquest autor té la importància de trencar amb la tradició a nivell formal i de contingut.

### Música
1. Musik (Secretly Canadian, 2017) – produït per Tom Lunt

### Cinema
1. 1989: Great Balls of Fire - Jim McBride. Eggleston interpreta al pare de Jerry Lee Lewis, Elmo Lewis
2. 2005: In The Real World - Michael Almereyda[17]
3. 2005: Stranded in Canton - dirigida per William Eggleston[18]
4. 2007: By the Ways: A Journey with William Eggleston dirigit per Vincent Gérard i Cédric Laty[19]
5. 2009: The Colourful Mr. Eggleston - documental de la sèrie Imagine Series presentada per Alan Yentob[20]
6. 2011: Restless - Xray tècnic, com ell mateix.[21]
7. 2011: Today (sèrie de TV) - apareix com ell mateix
8. 2012: The Source - Doug Aitken
9. 2012: Big Star: Nothing Can Hurt Me - Drew DeNicola i Olivia Mori[22]
10. 2016: Sunday Morning - Col·laboració

## Premis
Va rebre un National Endowment for the Arts Fellowship el 1975 i ha rebut nombrosos premis notables com:
1. 1974: Guggenheim Fellowship[25]
2. 1998: Internacional Hasselblad Fundation[23]
3. 2004: Getty Images Lifetime Achievement Award[26]
4. 2004: Premi PHotoEspaña[27]
5. 2013: Sony World Photography Awards[28]
6. 2016: Chevalier de l'Ordre des Arts et des Lettres, Ministère de la Culture et de la Communication, République Française[24]